# ليه كلارك
ليه كلارك (بالإنجليزية: Les Clark) هو محرك صور متحركة ‏ أمريكي، ولد في 17 نوفمبر 1907 في أوغدن في الولايات المتحدة، وتوفي في 12 سبتمبر 1979 في سانتا باربارا في الولايات المتحدة بسبب سرطان.

## وصلات خارجية
- ليه كلارك على موقع IMDb (الإنجليزية)
- ليه كلارك على موقع قاعدة بيانات الفيلم (الإنجليزية)